# Kirchberg (St. Gallen)
Kirchberg – miejscowość i gmina we wschodniej Szwajcarii, w kantonie St. Gallen, w okręgu Toggenburg. Leży nad rzeką Thur.

## Demografia
W Kirchbergu mieszka 9 414 osób. W 2021 roku 28,8% populacji gminy stanowiły osoby urodzone poza Szwajcarią. 

## Transport
Przez teren gminy przebiega droga główna nr 16.